# Liste der Bodendenkmäler in Dillingen an der Donau
Auf dieser Seite sind die Bodendenkmäler in der schwäbischen Großen Kreisstadt Dillingen an der Donau zusammengestellt. Diese Tabelle ist eine Teilliste der Liste der Bodendenkmäler in Bayern. Grundlage ist die Bayerische Denkmalliste, die auf Basis des Bayerischen Denkmalschutzgesetzes vom 1. Oktober 1973 erstmals erstellt wurde und seither durch das Bayerische Landesamt für Denkmalpflege geführt wird. Die folgenden Angaben ersetzen nicht die rechtsverbindliche Auskunft der Denkmalschutzbehörde.

## Bodendenkmäler in Dillingen an der Donau
| Lage       | Objekt                                                                                      | Akten-Nr.     | Bild |
| ---------- | ------------------------------------------------------------------------------------------- | ------------- | ---- |
| (Standort) | Freilandstation des Mesolithikums, Siedlung vorgeschichtlicher Zeitstellung.                | D-7-7328-0079 |      |
| (Standort) | Siedlung der römischen Kaiserzeit.                                                          | D-7-7328-0097 |      |
| (Standort) | Körpergräber der Hallstatt- und Latènezeit.                                                 | D-7-7329-0162 |      |
| (Standort) | Gräber und Siedlung des Endneolithikums, Siedlung vorgeschichtlicher Zeitstellung.          | D-7-7329-0412 |      |
| (Standort) | Siedlung vorgeschichtlicher Zeitstellung.                                                   | D-7-7329-0413 |      |
| (Standort) | Siedlung vorgeschichtlicher Zeitstellung.                                                   | D-7-7329-0414 |      |
| (Standort) | Straße der römischen Kaiserzeit.                                                            | D-7-7428-0004 |      |
| (Standort) | Freilandstation des Mesolithikums, Siedlung vorgeschichtlicher Zeitstellung.                | D-7-7428-0080 |      |
| (Standort) | Gräber und Siedlung vorgeschichtlicher Zeitstellung.                                        | D-7-7428-0098 |      |
| (Standort) | Mittelalterlicher Turmhügel.                                                                | D-7-7428-0141 |      |
| (Standort) | Grabhügel vorgeschichtlicher Zeitstellung.                                                  | D-7-7428-0199 |      |
| (Standort) | Grabhügel vorgeschichtlicher Zeitstellung.                                                  | D-7-7428-0200 |      |
| (Standort) | Grabhügel vorgeschichtlicher Zeitstellung.                                                  | D-7-7428-0201 |      |
| (Standort) | Siedlung der Altheimer Kultur und der Hallstattzeit.                                        | D-7-7428-0222 |      |
| (Standort) | Verhüttungsplatz vor- und frühgeschichtlicher Zeitstellung.                                 | D-7-7428-0224 |      |
| (Standort) | Frühneuzeitliches Schloss.                                                                  | D-7-7428-0226 |      |
| (Standort) | Brandgräber der Urnenfelderzeit, Körpergräber des Frühmittelalters.                         | D-7-7428-0378 |      |
| (Standort) | Körpergräber des Frühmittelalters.                                                          | D-7-7428-0380 |      |
| (Standort) | Körpergräber des Frühmittelalters.                                                          | D-7-7428-0381 |      |
| (Standort) | Körpergräber vor- und frühgeschichtlicher Zeitstellung.                                     | D-7-7428-0382 |      |
| (Standort) | Mittelalterliche und frühneuzeitliche Befunde im Bereich der Spitalkirche und des Spitals   | D-7-7428-0383 |      |
| (Standort) | Frühneuzeitliche Befunde im Bereich der Kapuzinerkirche und des Klosters St. Antonius       | D-7-7428-0384 |      |
| (Standort) | Frühneuzeitliche Befunde im Bereich der Wolfgangskapelle, frühneuzeitlicher Friedhof.       | D-7-7428-0385 |      |
| (Standort) | Frühneuzeitliche Befunde im Bereich des ehemaligen Jesuitenkollegs                          | D-7-7428-0386 |      |
| (Standort) | Mittelalterliche und frühneuzeitliche Befunde                                               | D-7-7428-0387 |      |
| (Standort) | Mittelalterliche und frühneuzeitliche Befunde im Bereich des Franziskanerinnenklosters      | D-7-7428-0388 |      |
| (Standort) | Mittelalterliche Vorgängerbauten der Kath. Stadtpfarrkirche St. Peter.                      | D-7-7428-0389 |      |
| (Standort) | Mittelalterliche und frühneuzeitliche Befunde im Bereich der Kapelle St. Leonhard.          | D-7-7428-0390 |      |
| (Standort) | Mittelalterliche Burg und neuzeitliches Schloss Dillingen.                                  | D-7-7428-0391 |      |
| (Standort) | Mittelalterlicher Burgstall, mittelalterliche und frühneuzeitliche Befunde                  | D-7-7428-0395 |      |
| (Standort) | Reihengräber des Frühmittelalters.                                                          | D-7-7428-0397 |      |
| (Standort) | Siedlung der Latènezeit, mittelalterliche Wüstung Oberdillingen.                            | D-7-7428-0398 |      |
| (Standort) | Mittelalterliche und frühneuzeitliche Befunde im Bereich der Kath. Pfarrkirche St. Peter    | D-7-7428-0401 |      |
| (Standort) | Reihengräber des Frühmittelalters.                                                          | D-7-7428-0509 |      |
| (Standort) | Mittelalterliche und frühneuzeitliche Befunde im Bereich der mittelalterlichen Altstadt     | D-7-7428-0512 |      |
| (Standort) | Siedlung der römischen Kaiserzeit.                                                          | D-7-7428-0513 |      |
| (Standort) | Hochmittelalterliche Stadtbefestigung von Dillingen a. d. Donau.                            | D-7-7428-0519 |      |
| (Standort) | Spätmittelalterliche Stadtbefestigung von Dillingen a. d. Donau.                            | D-7-7428-0520 |      |
| (Standort) | Frühneuzeitliche Befunde im Bereich der nördlichen Stadterweiterung von Dillingen.          | D-7-7428-0521 |      |
| (Standort) | Frühneuzeitliche Stadtbefestigung von Dillingen a. d. Donau.                                | D-7-7428-0522 |      |
| (Standort) | Mittelalterliche und frühneuzeitliche Befunde im Bereich der Dillinger Donauvorstadt.       | D-7-7428-0523 |      |
| (Standort) | Körpergräber des Frühmittelalters.                                                          | D-7-7428-0534 |      |
| (Standort) | Siedlung der Latènezeit.                                                                    | D-7-7429-0023 |      |
| (Standort) | Siedlung der Hallstattzeit.                                                                 | D-7-7429-0027 |      |
| (Standort) | Körpergräber der Schnurkeramik.                                                             | D-7-7429-0029 |      |
| (Standort) | Grabhügel vorgeschichtlicher Zeitstellung.                                                  | D-7-7429-0045 |      |
| (Standort) | Siedlung vorgeschichtlicher Zeitstellung.                                                   | D-7-7429-0062 |      |
| (Standort) | Siedlung vorgeschichtlicher Zeitstellung und römische Villa rustica.                        | D-7-7429-0063 |      |
| (Standort) | Grabhügel der Hallstattzeit.                                                                | D-7-7429-0067 |      |
| (Standort) | Grabhügel vorgeschichtlicher Zeitstellung.                                                  | D-7-7429-0068 |      |
| (Standort) | Grabhügel der Hallstattzeit.                                                                | D-7-7429-0069 |      |
| (Standort) | Grabhügel der Hallstattzeit, Villa rustica der römischen Kaiserzeit.                        | D-7-7429-0076 |      |
| (Standort) | Grabhügel der Hallstattzeit.                                                                | D-7-7429-0077 |      |
| (Standort) | Siedlung vor- und frühgeschichtlicher Zeitstellung.                                         | D-7-7429-0079 |      |
| (Standort) | Straße der römischen Kaiserzeit.                                                            | D-7-7429-0081 |      |
| (Standort) | Siedlung vorgeschichtlicher Zeitstellung.                                                   | D-7-7429-0082 |      |
| (Standort) | Grabhügel vorgeschichtlicher Zeitstellung.                                                  | D-7-7429-0084 |      |
| (Standort) | Reihengräber des Frühmittelalters.                                                          | D-7-7429-0087 |      |
| (Standort) | Siedlung vorgeschichtlicher Zeitstellung.                                                   | D-7-7429-0088 |      |
| (Standort) | Siedlung vorgeschichtlicher Zeitstellung.                                                   | D-7-7429-0090 |      |
| (Standort) | Grabhügel vorgeschichtlicher Zeitstellung.                                                  | D-7-7429-0093 |      |
| (Standort) | Siedlung vorgeschichtlicher Zeitstellung.                                                   | D-7-7429-0094 |      |
| (Standort) | Grabhügel vorgeschichtlicher Zeitstellung.                                                  | D-7-7429-0096 |      |
| (Standort) | Grabhügel vorgeschichtlicher Zeitstellung.                                                  | D-7-7429-0097 |      |
| (Standort) | Siedlung vorgeschichtlicher Zeitstellung.                                                   | D-7-7429-0098 |      |
| (Standort) | Siedlung vorgeschichtlicher Zeitstellung.                                                   | D-7-7429-0100 |      |
| (Standort) | Siedlung vorgeschichtlicher Zeitstellung.                                                   | D-7-7429-0101 |      |
| (Standort) | Grabhügel der Hallstattzeit.                                                                | D-7-7429-0124 |      |
| (Standort) | Verhüttungsplatz vor- und frühgeschichtlicher Zeitstellung.                                 | D-7-7429-0131 |      |
| (Standort) | Freilandstation des Mesolithikums, Siedlung vorgeschichtlicher Zeitstellung.                | D-7-7429-0144 |      |
| (Standort) | Siedlung der Urnenfelderzeit, Reihengräber des Frühmittelalters.                            | D-7-7429-0146 |      |
| (Standort) | Altweg vor- und frühgeschichtlicher Zeitstellung.                                           | D-7-7429-0163 |      |
| (Standort) | Siedlung vorgeschichtlicher Zeitstellung.                                                   | D-7-7429-0169 |      |
| (Standort) | Rechteckiges Grabenwerk vor- und frühgeschichtlicher Zeitstellung.                          | D-7-7429-0172 |      |
| (Standort) | Siedlung vorgeschichtlicher Zeitstellung.                                                   | D-7-7429-0176 |      |
| (Standort) | Verhüttungsplatz vor- und frühgeschichtlicher Zeitstellung.                                 | D-7-7429-0181 |      |
| (Standort) | Verhüttungsplatz vorgeschichtlicher Zeitstellung.                                           | D-7-7429-0182 |      |
| (Standort) | Siedlung vorgeschichtlicher Zeitstellung.                                                   | D-7-7429-0183 |      |
| (Standort) | Verhüttungsplatz vor- und frühgeschichtlicher Zeitstellung.                                 | D-7-7429-0184 |      |
| (Standort) | Körpergräber des Frühmittelalters.                                                          | D-7-7429-0186 |      |
| (Standort) | Körpergräber des Neolithikums, Brandgräber der Urnenfelderzeit.                             | D-7-7429-0187 |      |
| (Standort) | Körpergräber des Neolithikums.                                                              | D-7-7429-0188 |      |
| (Standort) | Körpergräber der Glockenbecherkultur und des Frühmittelalters, Siedlung der Bronzezeit.     | D-7-7429-0189 |      |
| (Standort) | Brandgräberfeld der Urnenfelderzeit.                                                        | D-7-7429-0190 |      |
| (Standort) | Grabhügel vorgeschichtlicher Zeitstellung, Reihengräber des Frühmittelalters.               | D-7-7429-0193 |      |
| (Standort) | Mittelalterliche und frühneuzeitliche Befunde im Bereich der Kath. Pfarrkirche St. Blasius. | D-7-7429-0196 |      |
| (Standort) | Frühmittelalterliches Reihengräberfeld.                                                     | D-7-7429-0200 |      |
| (Standort) | Siedlung der Hallstattzeit.                                                                 | D-7-7429-0201 |      |
| (Standort) | Mittelalterliche und frühneuzeitliche Befunde im Bereich der Kath. Pfarrkirche              | D-7-7429-0202 |      |
| (Standort) | Körpergräber des Frühmittelalters.                                                          | D-7-7429-0208 |      |
| (Standort) | Mittelalterliche Vorgängerbauten der Kath. Pfarrkirche Maria Rosenkranzkönigin.             | D-7-7429-0209 |      |
| (Standort) | Siedlung mit Grabenwerk der Linearbandkeramik, der Urnenfelder-, Hallstattzeit              | D-7-7429-0211 |      |
| (Standort) | Gräber der Schnurkeramik und des Frühmittelalters, Siedlung vorgeschichtlicher Zeit         | D-7-7429-0212 |      |
| (Standort) | Mittelalterliche und frühneuzeitliche Befunde im Bereich der Kath. Pfarrkirche              | D-7-7429-0213 |      |
| (Standort) | Frühneuzeitliche Befunde im Bereich der Kath. Kapelle Hl. Kreuz.                            | D-7-7429-0214 |      |
| (Standort) | Siedlung und Grabenwerk vorgeschichtlicher Zeitstellung.                                    | D-7-7429-0217 |      |
| (Standort) | Siedlung vorgeschichtlicher Zeitstellung.                                                   | D-7-7429-0249 |      |
| (Standort) | Freilandstation des Mesolithikums, Siedlung des Neolithikums.                               | D-7-7429-0250 |      |
| (Standort) | Brandgräber und Siedlung der Römischen Kaiserzeit, Wallanlage                               | D-7-7429-0251 |      |
| (Standort) | Grabhügel und Siedlung vorgeschichtlicher Zeitstellung, Gräber des Frühmittelalters.        | D-7-7429-0252 |      |
| (Standort) | Siedlung der Hallstattzeit.                                                                 | D-7-7429-0253 |      |
| (Standort) | Grabhügel der mittleren Bronze- und Hallstattzeit                                           | D-7-7429-0254 |      |
| (Standort) | Siedlung der Hallstattzeit.                                                                 | D-7-7429-0288 |      |
| (Standort) | Straße der römischen Kaiserzeit.                                                            | D-7-7429-0290 |      |
| (Standort) | Siedlung vorgeschichtlicher Zeitstellung.                                                   | D-7-7429-0291 |      |
| (Standort) | Brunnen der frühen Neuzeit.                                                                 | D-7-7429-0293 |      |
| (Standort) | Gräber vorgeschichtlicher Zeitstellung.                                                     | D-7-7429-0294 |      |